# 옹딘

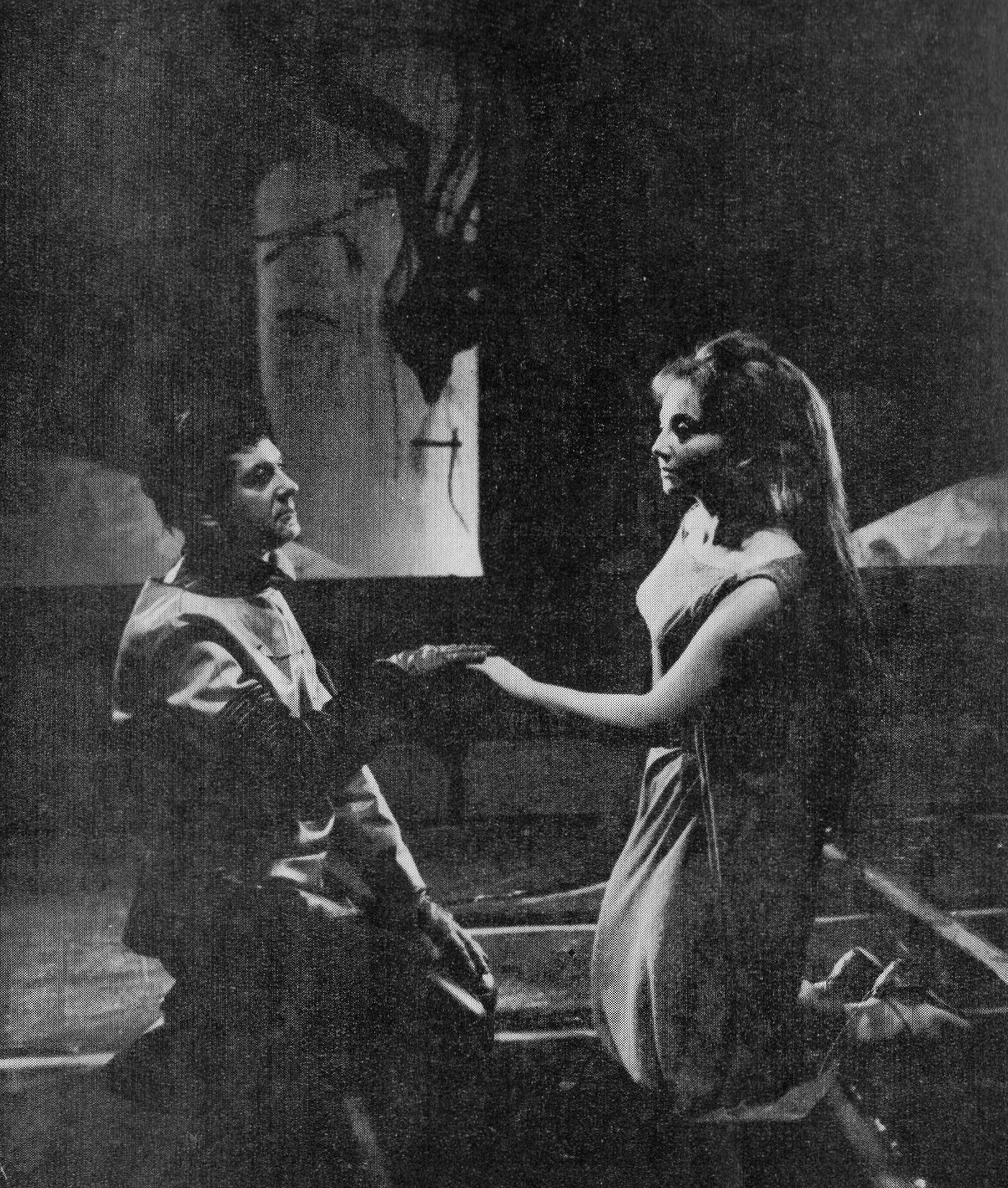
1965년

《옹딘》(Ondine)은 장 지로두의 3막 희곡이다.
젊고 범용(凡庸)한 기사 한스는 지상(地上)의 인간을, 물의 정(精) 옹디느는 자유롭고 큰 자연을 대표케 하여 두 사람의 사랑과 한스의 죽음으로 인한 비련과 별리(別離)를 묘사하고 있다. 이 비극적인 상황에 지로두 특유의 그러한 것들의 조화, 새로운 질서의 꿈, 소망이 부각되어 있다. 특히 이것은 독일 낭만파(浪漫派)의 소설 <운디네>를 바탕으로 하고 있다고 말한다.